# قشلاق قرة باغلو
قشلاق قرة باغلو هي قرية في مقاطعة كليبر، إيران. عدد سكان هذه القرية هو 173 في سنة 2006.